# Czekając na barbarzyńców (wiersz)
Czekając na barbarzyńców (ngr. Περιμένοντας τους βαρβάρους) – wiersz Konstandinosa Kawafisa z 1898 r., opublikowany w 1904 w tomie Wiersze (Ποιήματα). 
Utwór powstał w listopadzie 1898 r. w Aleksandrii pod wpływem wydarzeń w Sudanie, gdzie Anglicy tłumili powstanie Mahdiego i opanowywali pacyfikowany kraj.
Wiersz stanowił inspirację dla wielu późniejszych twórców prozy i muzyki. Jego tytuł zapożyczył m.in. noblista John Maxwell Coetzee dla swej powieści Czekając na barbarzyńców (1980).
Na język polski wiersz tłumaczyli i wydawali Zygmunt Kubiak, Nikos Chadzinikolau (1972/1985), Janusz Strasburger, Antoni Libera (2011) oraz Ireneusz Kania (2013). Przekłady wiersza pod zmiennymi tytułami były zamieszczane w antologiach poezji nowogreckiej (np. W oczekiwaniu Barbarzyńców) oraz w tomikach wierszy Kawafisa (np. Oczekując barbarzyńców).